# Kaguya
Kaguya, do lansiranja poznatija pod imenom „SELENE” (grčki: Σελήνη, „mjesec”), drugi je japanski lunarni orbiter.
Naziv SELENE je nastalo kao kratica od Selenological and Engineering Explorer, a ime Kaguya je odabrala javnost; dolazi od imena Mjesečeve princeze iz stare japanske narodne priče. Sonda je dobila japansko ime nakon uspješnog lansiranja, što je običaj kod japanskih svemirskih letjelica (primjer: Hayabusa). Proizveli su je Institute of Space and Astronautical Science i NASDA. Obje organizacije su sad dio JAXA-e (Japan Aerospace Exploration Agency).
Letjelica je lansirana 14. rujna 2007. godine, u 01:31:01 (UTC).
Kaguya je dio obnovljenog interesa za istraživanje Mjeseca, najveća je lunarna misija još od programa Apollo, te je uslijedila nakon prve japanske sonde, Hagoromo, lansirane 1990. godine.
Kina je krajem listopada 2007. godine lansirala sondu Chang'e 1, godinu dana kasnije Indija je lansirala Chandrayaan-1, a SAD Lunar Reconnaissance Orbiter u lipnju 2009. godine.
SAD, europske zemlje, Rusija, Japan i Kina planirale su istraživačke misije na Mjesec s posadom ili gradnju baze na površini Mjeseca do 2018. godine. Ti se planovi i koncepti nisu obistinili, ali je nekoliko manjih, trajnih instalacija postavljeno na površinu mjeseca.

## Misija
Primarna zadaće misije:
- Proučavanje porijekla Mjeseca i geološkog razvitka
- Skupljanje informacija o okružju Mjesečeve površine
- Istraživanje Mjeseca pomoću radara

## Lansiranje
Kaguya je lansirana 14. rujna 2007. u 01:31:01 UTC uz pomoć rakete H-IIA  (model H2A2022) iz svemirskog centra Tanegashima.
Lansirana je u orbitu s perigejom od 281.303 km i  apogejom od 233,306 km.
Bruto lansirna masa bila je 3020 kg.
3. listopada, dosegla je Mjesec i ušla u početnu polarnu orbitu (120 x 13,000 km).
9. listopada, otpustila je relejni satelit u 100 x 2400 km orbitu.
12. listopada otpustila je satelit VLBI u 100 x 800 km orbitu.
19. listopada, orbiter će se pomaknuti u kružnu orbitu na visini od 100 km iznad površine Mjeseca. Očekivano trajanje misije je jedna godina.
Misija Kaguya isprva je trebala biti lansirana 2003., no kvarovi na raketi druge misije i tehničke poteškoće odgodili su lansiranje do 2007.
Lansiranje je bilo planirano za 16. kolovoza 2007., no odgođeno je zbog otkrića da su neki elektronički sastavni dijelovi bili krivo instalirani.

## Konstrukcija letjelice
Tri su glavne odvojene jedinice od kojih se letjelica sastoji:

### Glavni orbiter
- pravokutno kućište
- masa: 2914 kg
- veličina: 2.1 x 2.1 x 4.8 m
- stabiliziran s tri osi
- količina energije: 3.5 kW (max)
- trajanje misije: 1 godina
- orbita: kružna
- visina: 100 km
- inklinacija (nagib): 90°

### Rstar (Small relay satellite)
Rstar sprovodi radiovalove od Zemlje do Vstar-a (i unatrag), dok je orbiter iza Mjeseca, te se tako mjeri Dopplerov pomak.
- masa: 53 kg
- veličina: 1.0 x 1.0 x 0.65 m
- stabiliziran rotacijom oko osi
- količina energije: 70 W
- orbita (početna): eliptična, 100 km x 2400 km
- inklinacija: 90°

### Vstar (VLBI satellite)
- koristit će se za točno mjerenje položaja i precesije Mjeseca
- masa: 53 kg
- veličina: 1.0 x 1.0 x 0.65 m
- stabiliziran rotacijom oko osi
- količina energije: 70 W
- orbita (početna): eliptična, 100 km x 800 km
- inklinacija: 90°

## Instrumenti
Kaguya nosi 13 znanstvenih instrumenata, što uključuje kamere, radar, laserski visinomjer, rendgenski fluorescentni spektrometar i gama spektrometar. Zadaće su im, prema službenoj web-stranici, "skupiti znanstvene podatke o porijeklu Mjeseca i njegovom razvitku, te razviti tehnologiju za buduća istraživanja Mjeseca".
- terenska kamera (TC) (razlučivost 10 m/px)
- rendgenski fluorescentni spektrometar (XRS)
- Mjesečev magnetometar (LMAG)
- spektralni Profiler (SP) (razlučivost 562x400 m/px)
- Multi-band Imager (MI) (razlučivost vidljivog svjetla 20 m/px, 62 m/px u bliskom infacrvenom dijelu spektra
- televizijska kamera visoke razlučivost (HDTV)
- laserski visinomjer (LALT)
- Mjesečev radarski sonder (LRS)
- gama spektrometar (GRS)
- spektrometar nabijenih čestica (CPS)
- analizator plazme (PACE)
- Snimač plazme i gornje atmosfere (UPI)
- Radio instrumenti

Uz znanstvene instrumente, JAXA je prikupila imena i poruke koje je Kaguya poslala u sklopu kampanje "Wish Upon the Moon".
412,627 prikupljenih imena i poruka otisnuto je na ploči veličine 280 mm × 160 mm, s veličinom znaka 70 µm. Ploča je stavljena ispod fotonaponskih modula i ploča za hlađenje instrumenata, pod višeslojnom izolacijom.